# Salacia grandifolia
Salacia grandifolia là một loài thực vật có hoa trong họ Dây gối. Loài này được (Mart.) G. Don miêu tả khoa học đầu tiên năm 1831.